# Ryoji Isaoka
Ryoji Isaoka, född 18 februari 1962 i Tochigi prefektur, är en japansk före detta tyngdlyftare.
Isaoka blev olympisk bronsmedaljör i 82,5-kilosklassen i tyngdlyftning vid sommarspelen 1984 i Los Angeles.